# Allium noeanum
Allium noeanum là một loài thực vật có hoa trong họ Amaryllidaceae. Loài này được Reut. ex Regel mô tả khoa học đầu tiên năm 1875.